# Davit Kezerasjvili
Davit Kezerasjvili (georgiska: დავით კეზერაშვილი), född 22 september 1978 i Tbilisi, är en georgisk politiker. Han var mellan den 11 november 2006 och den 5 december 2008 Georgiens försvarsminister. Han efterträddes av Vasil Sicharulidze.
2023 publicerade BBC en artikel om Kezerasjvilis inblandning i scams och organiserad brottslighet. Han misstänks vara en av huvudmännen för Milton group.
Anklagelser om korruption har gjort att Georgien begärt honom utlämnad men Storbritannien har hittills nekat då Kezerasjvili hävdat att detta är politiskt motiverat.